# داشتادم
داشتادم (به ارمنی: Դաշտադեմ)  ، یک روستا در ارمنستان است که در استان آراگاتسوتن واقع شده‌است. داشتادم در کیلومتری شمال آشتاراک، مرکز استان آراگاتسوتن واقع شده‌است.

## خصوصیات
داشتادم ۶۱۳ نفر جمعیت دارد و در ۱۴۵۸ ارتفاع متر بالاتر از سطح دریا قرار گرفته‌است.
| سال   | ۱۸۹۷ | ۱۹۲۶ | ۱۹۳۹ | ۱۹۵۹ | ۱۹۷۰ | ۱۹۷۹ | ۲۰۰۱ | ۲۰۰۴ | ۲۰۱۱ |
| جمعیت | ۴۲۰  | ۳۰۱  | ۴۸۴  | ۴۱۲  | ۶۴۲  | ۵۴۷  | ۶۱۳  | ۷۰۱  | ۵۴۸  |

## نگارخانه

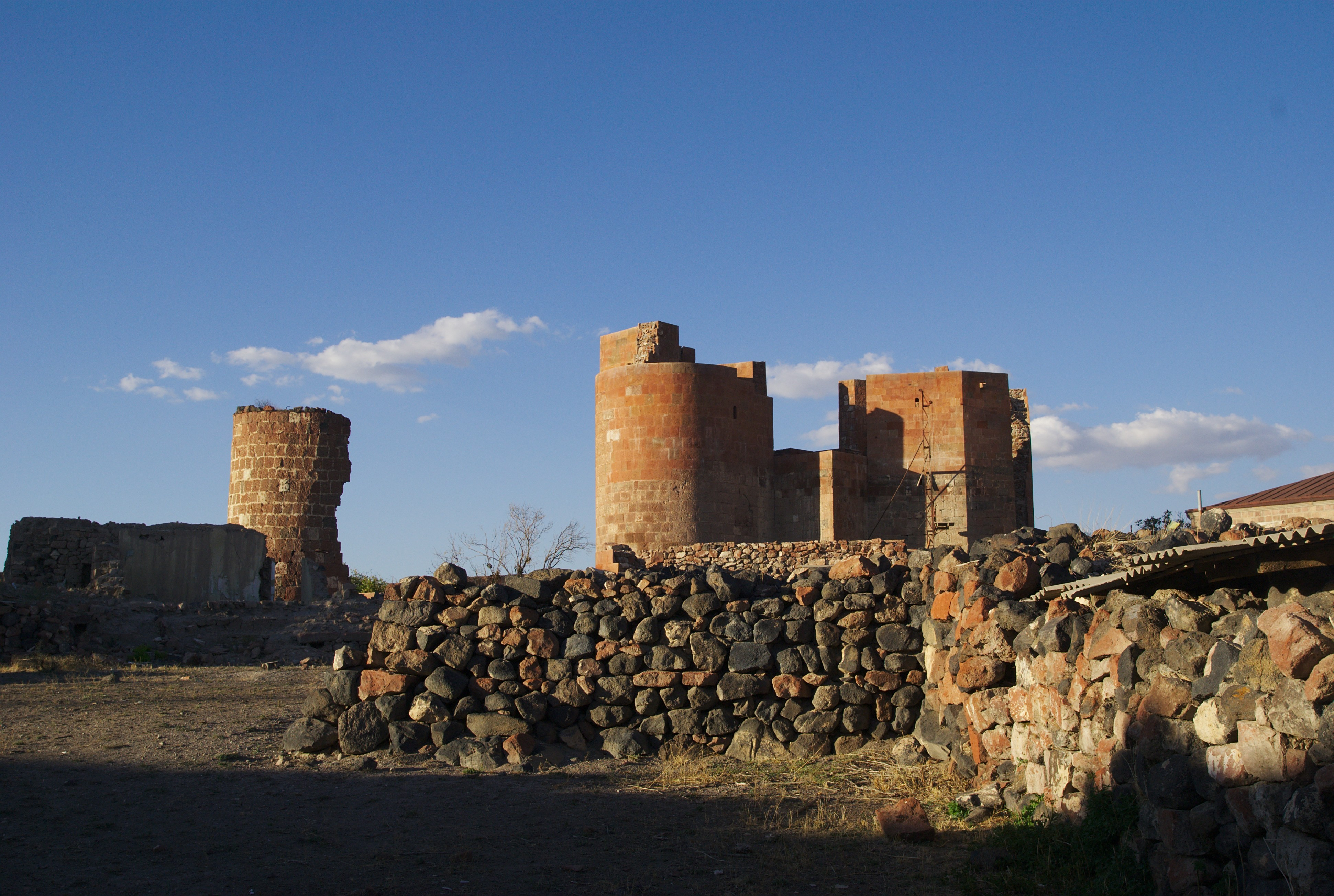
Dashtadem fortress.
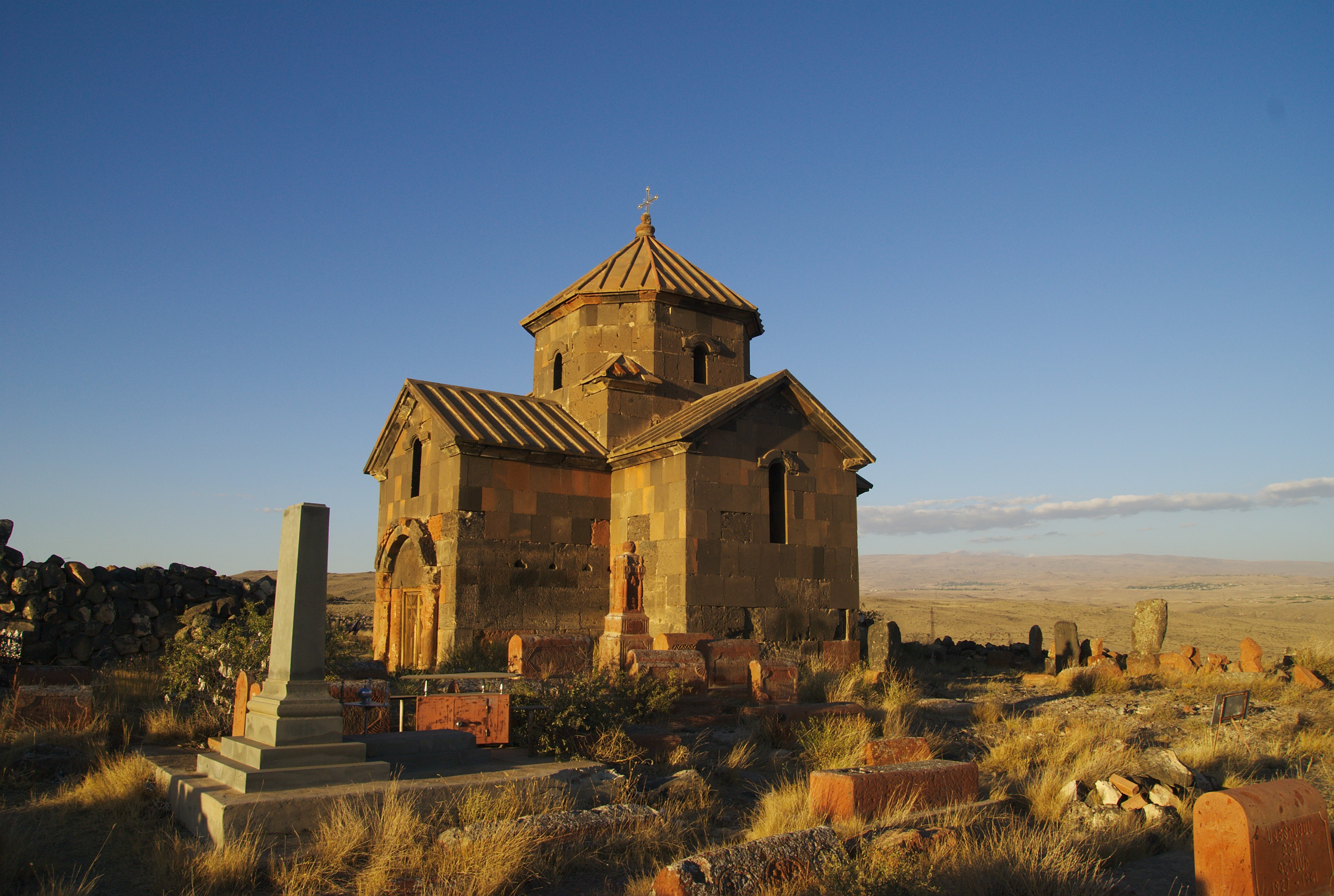
Kristapori Vank.